# جان بویل (بازیکن فوتبال، زاده ۱۹۴۶)
جان بویل (انگلیسی: John Boyle (footballer, born 1946)؛ زادهٔ ۲۵ دسامبر ۱۹۴۶) یک بازیکن فوتبال اهل اسکاتلند است.
وی سابقه بازی در تیم‌های باشگاه فوتبال چلسی، باشگاه فوتبال برایتون و هاو آلبیون و باشگاه فوتبال لیتون اورینت را در کارنامه دارد.